# NGC 5385
NGC 5385 é um asterismo na direção da constelação de Ursa Minor. O objeto foi descoberto pelo astrônomo John Herschel em 1831, usando um telescópio refletor com abertura de 18,6 polegadas. 